# スケジュール (プロジェクト管理)
スケジュール (英: schedule)はプロジェクト管理では、プロジェクトのマイルストーン、活動、および成果物のリストであり、通常はそれぞれに開始日と終了日が記載されている。これらの項目は、多くの場合、リソース割り当て、予算、タスク期間、および依存関係とスケジュールされたイベントのリンクのプロジェクトスケジュールに含まれる他の情報によって見積もられる。スケジュールは、プロジェクト管理の一部としてプロジェクト計画とプロジェクトポートフォリオ管理で一般的に使用されている。スケジュールの要素は、作業分解図 (WBS)の期間要素、作業明細書 (SOW)、または契約データ要件リストと密接に関連している。

## 概要
エンジニアリングや建設などの多くの業界では、プロジェクトスケジュールの開発と保守は、プロジェクトの規模にもよるが、専任のスケジュール担当者やスケジュール担当部門が責任を持つことがある。スケジューリングの手法は十分に開発されているが 、業界によって活用の度合いが異なる。ベストプラクティスの標準化と推進は、コストエンジニアリング推進協会（AACE）、プロジェクトマネジメント協会（PMI） および米国政府が買収と会計の分野で行っている。
プロジェクト管理は業界によらない。たとえば個人の人生に適用することもできる。たとえば以下の通りである。
- 持ち家のリフォームプロジェクト
- すべての家族の活動の追跡
- チームのコーチング
- 休暇の計画
- 結婚式の計画

プロジェクト管理ソフトウェアプログラムでは、ユーザーがスケジュールを作成するのに役立つテンプレート、リスト、およびサンプルスケジュールを提供しているものもある。

## 方法論
プロジェクトスケジュールを作成する前に、スケジュール担当者は、作業分解図（WBS）、各タスクの作業量の見積もり、および各リソースの利用可能性を添えたリソースリストを用意する。これらの情報がない場合は、ワイドバンドデルファイのようなコンセンサス主導の見積もり方法で作成することもできる。これは、スケジュール自体が概算であり、スケジュール内の各日付は見積もりにすぎず、実際に作業を行うメンバーの賛同がない場合、スケジュールは不正確にまる。 
プロジェクトスケジュールを作成するには、以下を完了する必要がある。 
- プロジェクト範囲
- 一連の活動
- 5つのプロジェクトフェーズ（構想、定義と計画、立ち上げ、パフォーマンス、終結）にグループ化されたタスク
- タスクの依存関係マップ
- クリティカルパス分析
- プロジェクトのマイルストーン

プロジェクトのスケジュールを健全にするには、次の基準を満たす必要がある。 
- スケジュールは常に（できれば毎週）更新する必要がある。
- EAC（Estimation at Completion）値は、ベースライン値と等しい必要がある。
- 残りの作業は、チームメンバー間で（休暇を考慮に入れて）適切に分散する必要がある。

スケジュール構造には、WBSで定義された成果物を作成するために必要な活動を説明する分解またはテンプレートを使用して、作業分解図または成果物のインデックスへの引用を厳密に追跡し、含めることができる。 
スケジュール開発の品質とスケジュール管理の品質について評価する方法もある  。 